# Cosimo Antonelli
Cosimo "Nino" Antonelli, född 23 juli 1925 i Venedig, död 16 januari 2014, var en italiensk vattenpolomålvakt som ingick i Italiens landslag vid olympiska sommarspelen 1956.
Antonelli spelade en match mot Singapore i den olympiska vattenpoloturneringen i Melbourne där Italien slutade på en fjärdeplats. Samma år som han deltog i OS vann han italienska mästerskapet med Società Sportiva Lazio Nuoto.